# 盧沛寧
卢沛宁（英語：Christopher P. Lu，1966年6月12日—），美國臺灣裔政治人物，现任美国驻联合国管理和改革大使。2014年至2017年曾任美国劳工部副部长。他曾与2009年至2013年担任美国总统巴拉克·奥巴马政府白宫内阁秘书长。卢沛宁毕业于普林斯顿大学伍德罗·威尔逊学院（现名公共与国际事务学院）并在哈佛法学院深造，是奥巴马的同学。在他从政前曾在华盛顿特区的盛德律師事務所任诉讼律师，从政后先后担任了众议员亨利·瓦克斯曼的副首席律师和美国众议院下属的监管及政府改革委员会的民主党职员。
在作为顾问为参议员约翰·克里的2004年总统选举工作后，卢沛宁成为参议员奥巴马办公室的法务总管。随着奥巴马竞选总统的成功，卢主持了总统交接的工作并在奥巴马上任后成为内阁秘书长。
盧沛寧曾獲麥克默里學院榮譽博士學位和海軍傑出公共服務獎（Department of Navy Distinguished Public Service Award）。

## 早年生涯
卢沛宁，籍貫河南正陽，1966年6月12日生于新泽西州。1974年全家搬迁至马里兰州罗克维尔附近的Fallsmead，1984年毕业于伍顿高中。卢沛宁父亲为卢正阳，母亲为王大成，均生于中国大陆，之后在台湾生活，直至1950年代赴美国留学并移民。卢沛宁的外公王任远曾在1948年作为天津的代表被选为第一届立法院委员，并在1970年至1976年任中华民国司法行政部长。卢沛宁自述他受到自己父亲很深的影响，他称自己父亲像一位电气工程师一样工作，但热爱时政和历史。他们二人曾一同阅读政治家们的传记和共同观看每天晚间的新闻。
卢沛宁进入普林斯顿大学中的伍德罗·威尔逊学院学习，并且成为学生报纸普林斯顿日报的高级新闻编辑。卢沛宁的政治抱负在普林斯顿得到发展，特别是当他进入参议员查尔斯·马赛厄斯位于国会山的办公室后。1988年，他凭借领导人竞选中的舆论覆盖为题的高级论文后，获得了拉丁文学位荣誉。毕业后，卢沛宁进入哈佛法学院深造，是巴拉克·奥巴马在哈佛的同学。

## 简历
在1991年哈佛大学获得拉丁文學位榮譽毕业之后，卢沛宁以联邦上诉法院第三巡回审判庭法官罗伯特·考恩的法律职员的身份开始了他的职业生涯。他在1992年成为了盛德国际律师事务所华盛顿特区办公室的一名诉讼律师。那时奥巴马及其夫人米歇尔也在该律师所的芝加哥办公室工作。
1997年，卢沛宁离开了盛德，开始了他政治领域的第一份工作——众议员亨利·瓦克斯曼的副首席律师和美国众议院下属的监管及政府改革委员会的民主党职员。当时瓦克斯曼的智囊团团长菲尔·希勒在前者雇用卢沛宁的决定中起了很大作用，而他们在奥巴马执政时期又再次成为了同僚。卢沛宁后来说，在他心目中菲尔·希勒和皮特·劳斯（也是奥巴马时期白宫工作人员之一）是对他影响最大的人。在监管及政府改革委员会工作期间，卢沛宁组织了多个备受关注的调查，包括1996年美国总统选举、安然丑闻和一些不合格的疗养院。他还在2004年美国总统选举担任了参议员约翰·克里的通信特别顾问。那时他的主要职责是协调九一一袭击事件遇难者家庭组织的支持克里竞选的活动。

## 奥巴马参议院办公室时期
在奥巴马成功当选为美国伊利诺伊州参议员后，卢沛宁在2005年初作为立法部门主管加入奥巴马办公室。卢沛宁对奥巴马给予高度赞赏，他说：“奥巴马有着快速而敏锐的头脑，是我（在政治舞台上）见过的最智慧的人。”作为立法主任，卢沛宁领导着一个15人小组，负责监督所有法律的起草工作，并对奥巴马提案和决策做出建议。在权衡棘手的提案时，奥巴马会将他和他的其他工作人员一起召集起来当面辩论。
芝加哥论坛报记者、奥巴马传记作者戴维·门德尔说，卢沛宁属于“这个聪明年轻职员气氛中的温和派声音”在2006年军事委员会法中，卢沛宁建议奥巴马投赞成票，因为他觉得此举将会变得更加政治化和开明化，但奥巴马最终投了反对票。
卢沛宁说他作为立法主任的角色“是参议院中最有趣的工作之一，（但）也是一个非常困难的工作，因为在参议院中，你必须实时清楚任何可能事情的发展......这会花去你生命中几年的时间。”卢沛宁与罗伯特·吉布斯以及其他几个奥巴马工作人员在读过奥巴马《无畏的希望》手稿后曾为其提供过几个编辑方面的建议。
卢最终成为奥巴马的参议院办公室的代理参谋长。当奥巴马于2007年2月宣布将参加总统初選时，卢并没有随即参与竞选活动，而是仍留在参议院继续支援奥巴马的行动。卢当时对奥巴马说，“即使在他竞选总统时，他也仍旧（在参议院）有日常工作”。

## 奥巴马总统内阁

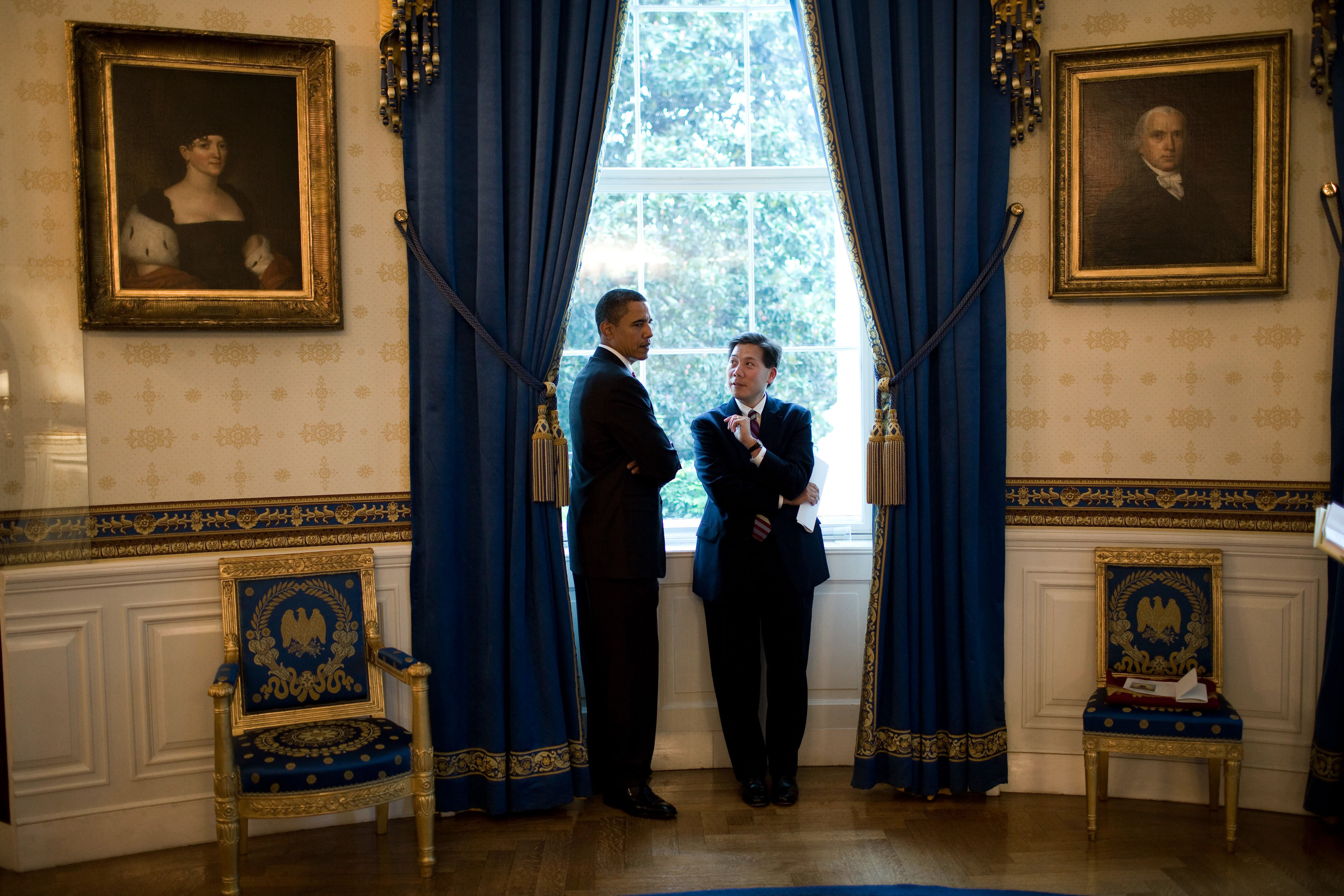
卢沛宁和奥巴马在白宫的藍廳

2008年5月，奥巴马请卢沛宁开始准备可能的总统交接，但要求他向所有人保密，甚至包括他的妻子，卢随后便悄悄地在华盛顿特区租了一间小型办公室并且秘密地与民主党中曾经准备过总统交接的人会面。这些准备工作包括提供了各种领域的政策话题，编写可能的官员任命名单并对这些潜在的高官进行审查，安排超过百起忠诚调查以及为选举日后扩大的运作管理后勤。《华盛顿人》将他列为奥巴马政府中最具影响力的人之一。
奥巴马大选获胜之后，卢沛宁成为奥巴马-拜登移交项目的执行主管，负责运作移交工作。在移交期间，卢每天都在于布什内阁的官员沟通，管理九百万美元的预算和为奥巴马交接代表获取联邦机构和项目运作的信息而参与基本规则的谈判。 
奥巴马选择卢沛宁担任内阁秘书长，卢因此和能源部长朱棣文以及商务部长骆家辉成为了奥巴马内阁中为数不多亚裔高官。《纽约时报》记者迈克尔·法尔科内在奥巴马选择卢后写道“目前来讲，卢先生比任何人都要了解奥巴马的档案”。
卢沛宁上任后，主要工作包括代表奥巴马和内阁中各部秘书和代表协调工作和安排白宫常规的日程表。《大西洋》杂志的编辑马克·安博德说到，当白宫或者内阁出现任何问题的时候，卢总是接到报告和处理问题的第一人 。卢沛宁的办公室位于白宫西翼的2楼。 
2009年卢沛宁和另两名华裔部长骆家辉与朱棣文随奥巴马访问中国。尽管卢沛宁的双亲均生于中国，但这是他第一次踏上中国的土地。卢沛宁在奥巴马与中国国务院总理温家宝会见时被介绍给温，温家宝表示他听说过卢沛宁，也明白他所担当的职位的重要性。
2010年7月，卢沛宁作为上海世博会美国官方代表团的一员与前国务卿马德琳·奥尔布赖特访问上海。
2014年1月8日，卢沛宁被奥巴马总统提名为美国劳工部副部长，并于2014年4月1日获得美国参议院一致同意，這是歷史上第二位亞裔美國人當任內閣副部長。

## 拜登总统内阁
2021年4月27日，拜登提名盧沛寧為美國駐聯合國負責管理與改革事務的大使兼任美國在聯合國大會副代表，在2022年1月4日宣誓就職。